# Ankieta pocztowa
Ankieta pocztowa – technika badawcza w socjologii gromadząca dane za pośrednictwem poczty, poprzez przesyłanie i zbieranie wypełnionych kwestionariuszy.

## Zalety
- niższy koszt badań – ankieta nie wymaga szkolenia ankieterów.
- obniżenie błędu stronniczości, którego źródłem mogą być indywidualne cechy ankieterów;
- poczucie anonimowości;
- przemyślane odpowiedzi respondentów;
- większa dostępność[1].

## Wady
- konieczność formułowania prostych pytań, które będą łatwe do zrozumienia;
- brak możliwości sondowania respondentów, nie jest możliwe uzyskiwanie dodatkowych informacji;
- brak kontroli nad tym, kto udziela odpowiedzi na dane pytania;
- niższy odsetek odpowiedzi[2].

Zwiększenie zwrotności ankiet pocztowych możliwe jest poprzez: zawarcie informacji o źródłach finansowania badań, co wpływa na wiarygodność badań; motywowanie, także w postaci nagród, za wzięcie udziału w badaniach; cechy wizualne kwestionariusza; pora roku, w której prowadzi się wysyłkę ankiet; a także dodanie do formularza osobnego listu z wyjaśnieniami oraz koperty zwrotnej ze znaczkiem.
Uzyskane w trakcie badań kwestionariusze należy opisywać kolejnymi „numerami identyfikującymi”, ponieważ późniejsze wypełnianie formularzy może mieć związek z nowymi wydarzeniami (np. prezentowanymi w mediach), a te z kolei mogły wpłynąć na odpowiedzi respondentów. Poza tym jeśli kolejność nadsyłanych formularzy ma związek z pewnymi badanymi zmiennymi, można w niektórych przypadkach wnioskować o części próby badawczej, która nie odesłała kwestionariuszy. 